# Радивоје Андрић
Радивоје Раша Андрић (Сарајево, 8. јул 1967) је српски филмски и телевизијски редитељ. Каријеру је почео као позоришни редитељ. Његова мајка је Бојана Андрић, радила је као драматург на радио-телевизији Београд. Отац му је био Владимир Андрић. За филм Кад порастем бићу Кенгур освојио је награду на филмском фестивалу у Мотовуну.

## Филмографија
| Год.      | Назив                                                     |
| --------- | --------------------------------------------------------- |
| -//-      | Дечак са звездом у очима - у припреми                     |
| 2023      | Муње опет                                                 |
| 2022      | У загрљају Црне руке (ТВ серија)                          |
| 2022      | Лето када сам научила да летим                            |
| 2019      | Ујка - нови хоризонти (ТВ серија)                         |
| 2013      | Отворена врата (ТВ серија)                                |
| 2003−2007 | Миле против транзиције (ТВ серија)                        |
| 2004      | Кад порастем бићу кенгур                                  |
| 2001      | Муње!                                                     |
| 1998      | Три палме за две битанге и рибицу                         |
| 1995      | Мајстори непредвидљивог заната (документарна ТВ серија)   |
| 1992      | Играч на жици — Радомир Стевић Рас (документарни ТВ филм) |